# Monocarpia euneura
Monocarpia euneura là loài thực vật có hoa thuộc họ Na. Loài này được Friedrich Anton Wilhelm Miquel mô tả khoa học đầu tiên năm 1865.

## Phân bố
Có trên đảo Borneo, cụ thể là tại Indonesia và Malaysia. IUCN cho rằng nó cũng có ở Brunei.